# Schloss Kamenz

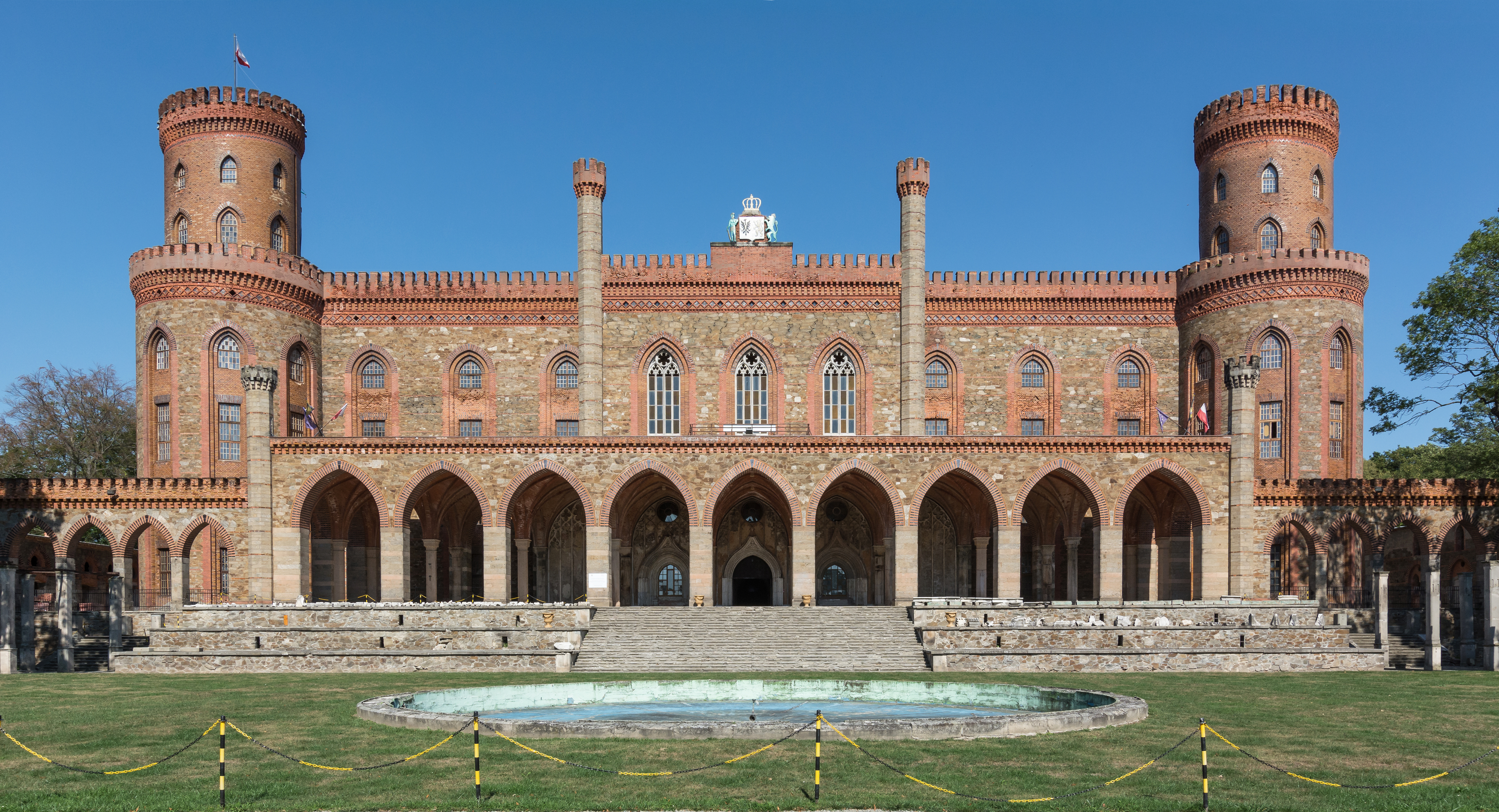
Schloss Kamenz, Gartenseite

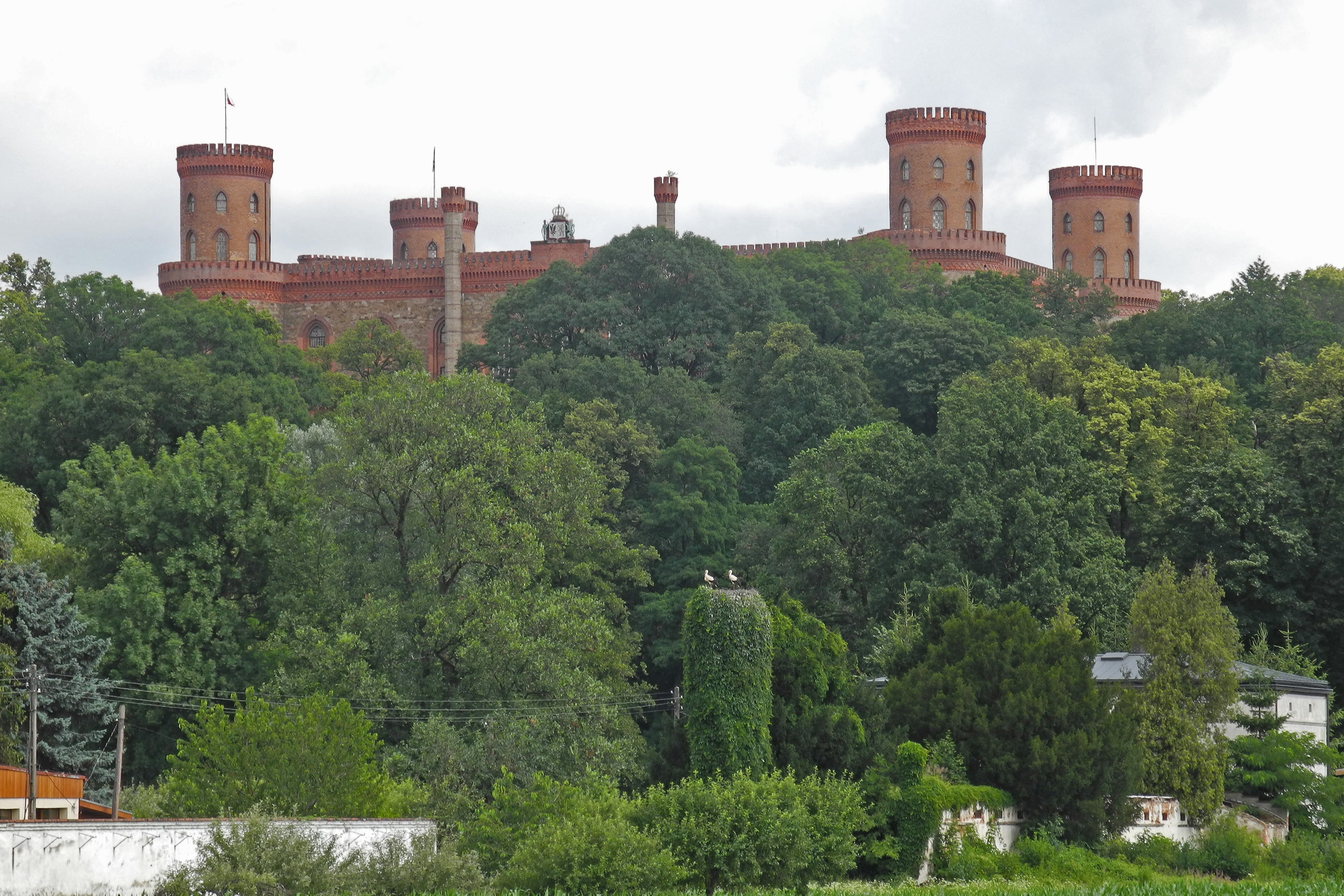
Blick auf Schloss Kamenz

Schloss Kamenz (Pałac Marianny Orańskiej – Palast der Marianne von Oranien) ist ein nach dem Entwurf von Karl Friedrich Schinkel in neugotischem Stil ausgeführtes Schloss in der Nähe des Dorfes Kamenz, heute Kamieniec Ząbkowicki in Niederschlesien. Es war für die Prinzessin Marianne von Preußen (1810–1883), eine geborene Prinzessin von Oranien-Nassau, und ihren Ehemann Prinz Albrecht von Preußen (1809–1872) als ländliche Residenz bestimmt. Schinkel erhielt 1838, drei Jahre vor seinem Tod, von Prinzessin Marianne den Auftrag, einen Entwurf zu liefern. Das Schloss war das größte und zugleich letzte Bauwerk, das nach Schinkels Plänen ausgeführt wurde.

## Stilistische Merkmale

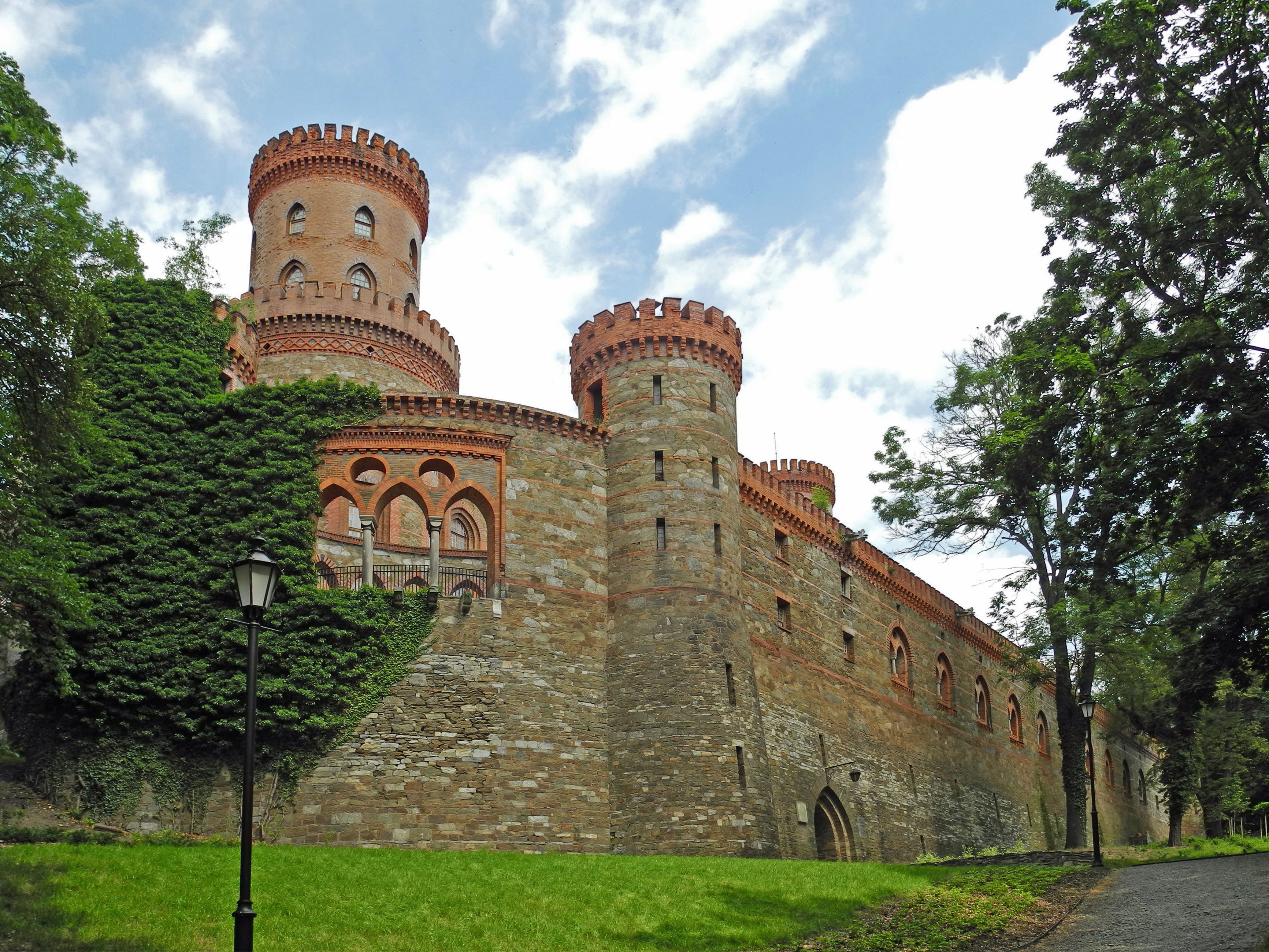
Schloss Kamenz, seitliche Fassade

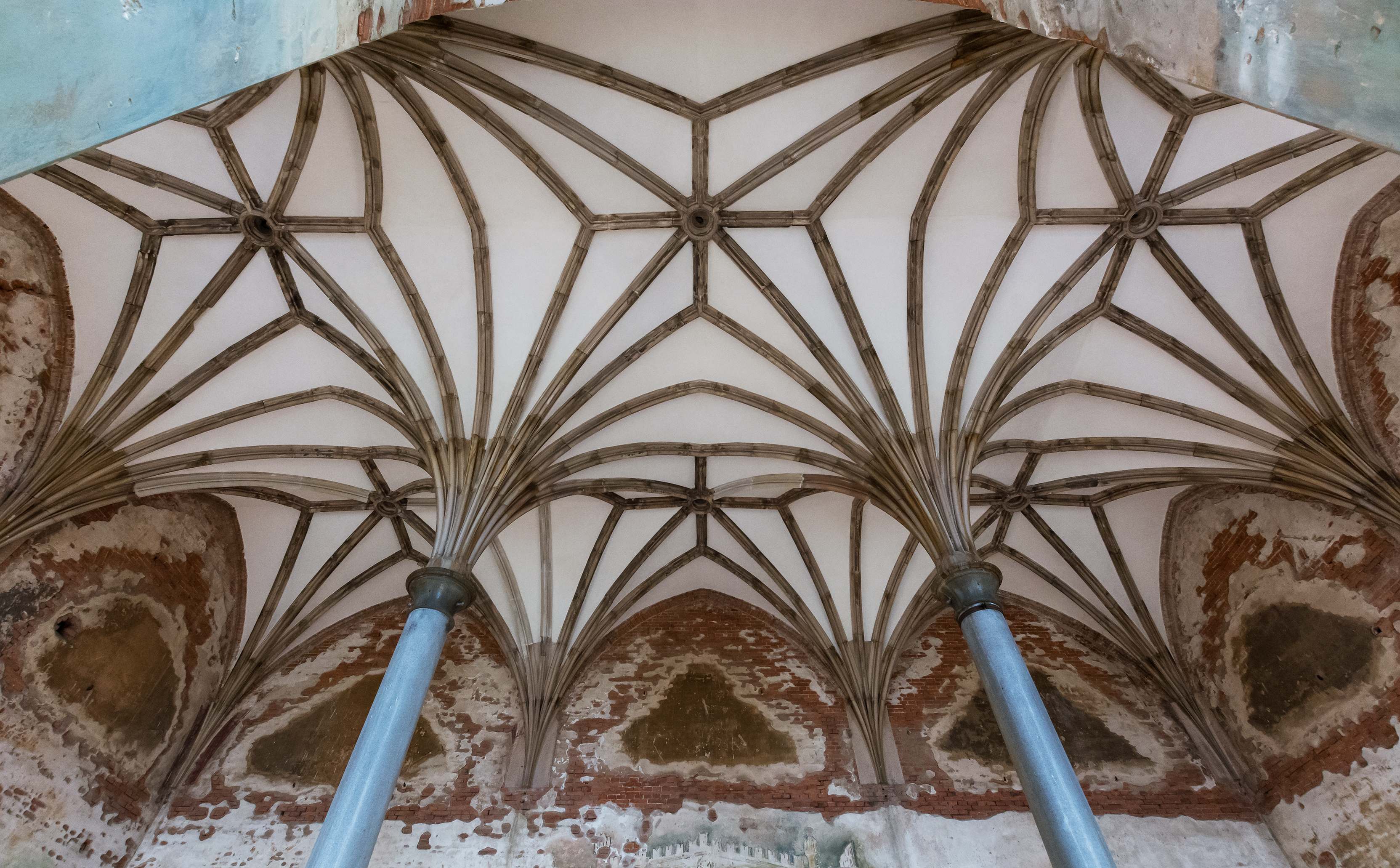
Gewölbe im Inneren

Der mehrfach überarbeitete Entwurf gehört zum Spätwerk Karl Friedrich Schinkels und stellt einen Höhepunkt in seinem Schaffen dar. Schinkel besuchte im April 1838 den vorgesehenen Bauplatz auf einem Hügel, den Harthaberg bei Kamenz, und entschied sich für einen Baukörper in neugotischen Formen mit Türmen, die eine gute Aussicht auf die reizvolle und weitläufige Berglandschaft der Sudeten boten. Stilistisch betrachtet ließ sich Schinkel durch die norddeutsche Backsteingotik, aber auch englische Neugotik anregen. Der Bau weist außerdem Anspielungen an maurisch-sizilianische Schlösser auf. Allein schon die Maße des Baus bewirken eine repräsentative Wirkung des Schlosses. Seine Grundfläche beträgt in der Länge 88 Meter, in der Breite 61, mit einer Höhe von 25 Metern im Hauptgesims. Vier mit Zinnen bekrönte Türme bilden die Eckpfeiler des Schlosses. An Vorder- und Rückfassade befinden sich jeweils zwei mit Türmchen bestückte Mittelrisalite, vor dem Eingang an der Nordostseite befindet sich eine offene Halle mit Spitzbogenarkaden. Weitere Arkadengänge umrahmen den Innenhof. Das Schloss ist ein Ziegelsteinbau, der an den Fassaden mit schlesischem Marmor, Sandstein und Glimmerschiefer verkleidet ist. Unter dem Sims befindet sich ein Fries aus keramischem Material.

## Innenräume
Die etwa 100 Räume sind vom Innenhof aus über geschlossene umlaufende Arkaden zu erreichen und waren alle mit Gewölben überdeckt. Bemerkenswert ist der Große Saal, der sich im vorderen Risalit zur Gartenseite befindet. Weitere Repräsentationsräume sind der stützenlose Speisesaal mit Wandmalereien, der den Remter der Marienburg nachbildet. Für diese Räume entwarf Schinkels Schüler Ferdinand Martius (1811–1889) eine passende neugotische Möblierung.

## Baugeschichte

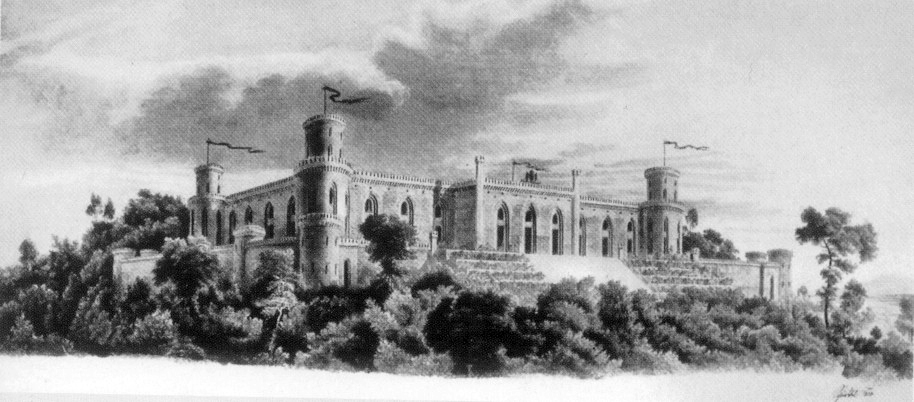
Zeichnung von Schloss Kamenz, 1838 angefertigt von Ferdinand Martius, einem Schüler von Karl Friedrich Schinkel

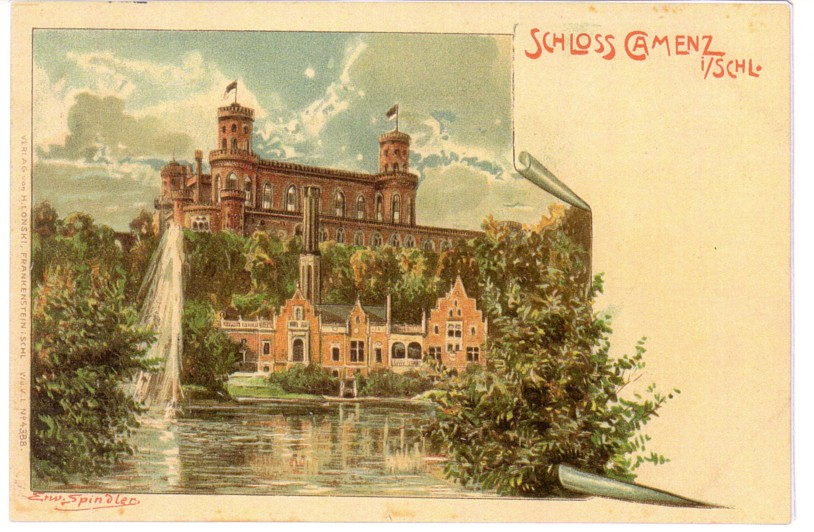
Ansichtskarten von Schloss Kamenz, zwischen 1860 und 1926 angefertigt von Erwin Spindler

Am 15. Oktober 1838 fand die Grundsteinlegung für das Schloss im Beisein des Architekten und des Prinzenpaares statt. Schinkels Schüler Ferdinand Martius wurde im Mai 1838 zum Bauleiter berufen und führte nach Schinkels Tod den Bau mit nur geringen Änderungen des Entwurfs trotz selbstbewusster Wünsche seitens der Prinzessin Marianne weiter. Die Bauarbeiten dauerten mit einigen Unterbrechungen bis 1873. Die erste Krise kam 1844, als Prinzessin Marianne ihren Mann verließ. Prinz Albrecht hatte in ihrer Abwesenheit eine außereheliche Liaison mit ihrer Hofdame Rosalie von Rauch begonnen. 1853 wurde die Tochter des preußischen Kriegsministers Gustav von Rauch als Gräfin von Hohenau die zweite, morganatische Ehefrau des Prinzen. Der erste Baustopp erfolgte während der Märzrevolution 1848. Erst 1853, Jahre nach ihrer Scheidung von Albrecht 1849, kehrte Marianne noch einmal zurück zu ihrem Schloss. Eine weitere Unterbrechung der Bautätigkeit gab es 1866 infolge des Preußisch-Österreichischen Krieges. In den Jahren zwischen 1858 und 1868 wurde ein von Peter Joseph Lenné entworfener Terrassengarten angelegt. Eine weitere Unterbrechung erfolgte 1870/1871 während des Deutsch-Französischen Kriegs. Mit der Errichtung einer Siegessäule mit der bekannten Figur der griechischen Siegesgöttin Nike als Kopie von Christian Daniel Rauch fand die Einweihung nach 35 Jahren im Mai 1873 statt. Auf der Baustelle waren zeitweise bis zu 890 Arbeiter eingesetzt, die Baukosten betrugen 971.692 Taler.

## Gartenanlage

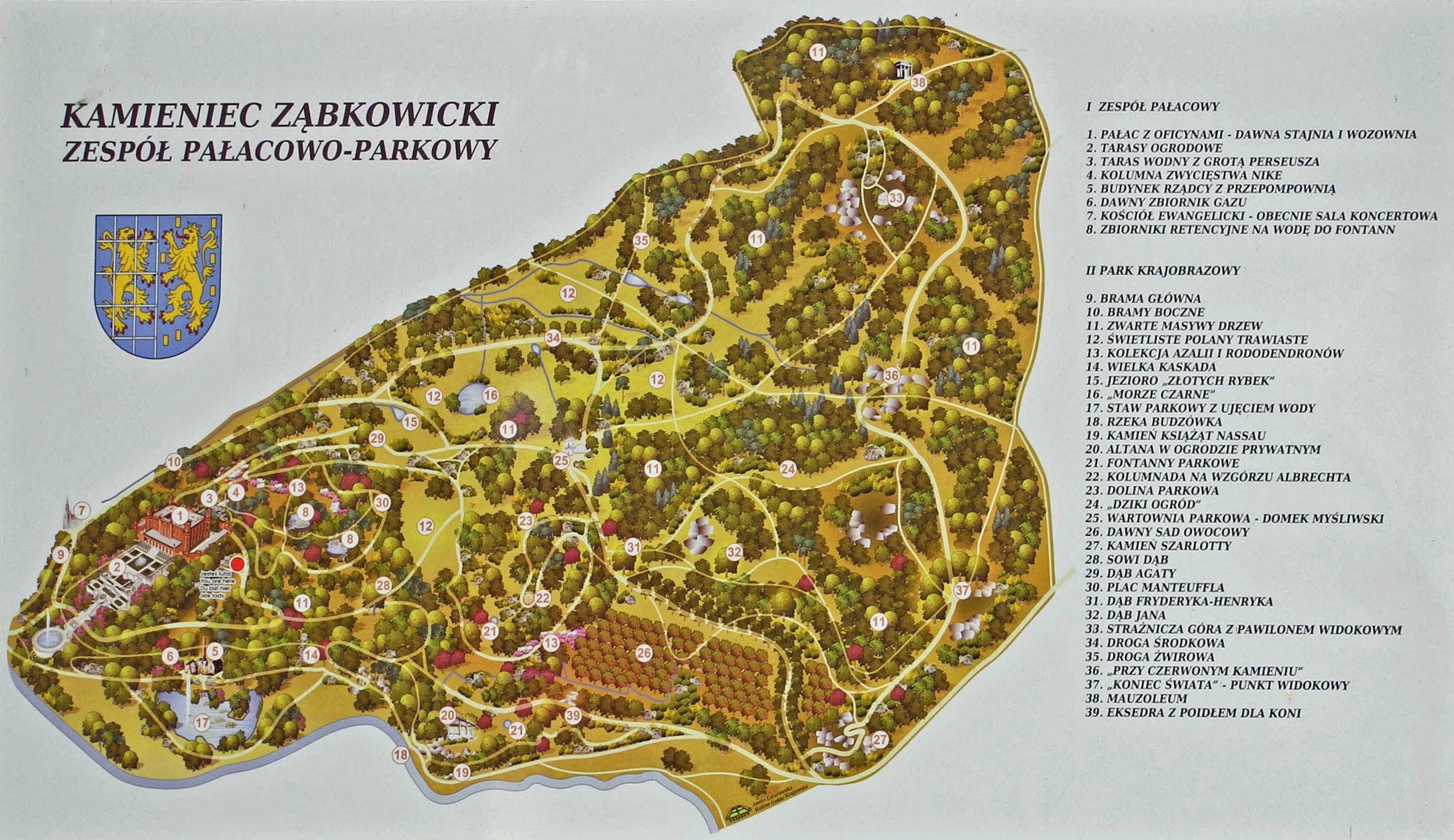
Sehenswürdigkeiten im Landschaftspark von Schloss Kamenz

Peter Joseph Lennés Planungen für den Garten in dem hügeligen Gelände begannen mit einem Besuch im Sommer des Jahres 1858 mit dem Zeichnen erster Pläne. Prinzessin Marianne bewilligte noch im selben Jahr die Mittel für die Anlage der oberen Terrasse. Die Pläne sahen durch Freitreppen verbundene Terrassen vor, wie sie bereits als Vorbild im Potsdamer Orangerieschloss im Bau waren. Vorbild waren auch hier Gärten italienischer Villen. Zur Ausstattung des Gartens gehörten neben kleinformatigen Beeten Säulengänge, Brunnen in gotischem Dekor und eine Fontäne mit Bassin auf der untersten Ebene. Das Besondere an dem Lenné-Garten war die Einbeziehung der hügelig bewegten Landschaft mit weitem Ausblick auf das Bergland. Einige höhere Punkte im sich anschließenden Wildgarten erhielten Pavillons und Tempel. Im oberen Teil des Parks befand sich das Mausoleum, als revitalisiertes wurde es 2018 eröffnet.

## ApfelsortePrinz Albrecht von Preußen
1865 wurde von C. Braun, Hofgärtner in der Prinzresidenz in Kamenz, eine Apfelsorte Prinz Albrecht von Preußen als Sämling von Kaiser Alexander und Baumanns Renette entdeckt. Diese lokale schlesische Sorte war damals in diesem Gebiet populär und für den Anbau in Gebirgsgegenden geeignet. Weiterhin wird sie in Deutschland und in Mitteleuropa angebaut, wo sie als alte Sorte gilt, die für Hausgärten ideal ist. 1818 benannte Adrian Diel, deutscher Arzt und Gründer der Pomologie, eine Sorte der Birne Prinzessin Marianne nach Marianne von Oranien-Nassau, Prinz Albrechts Mutter.

## Untergang und Wiederaufbau

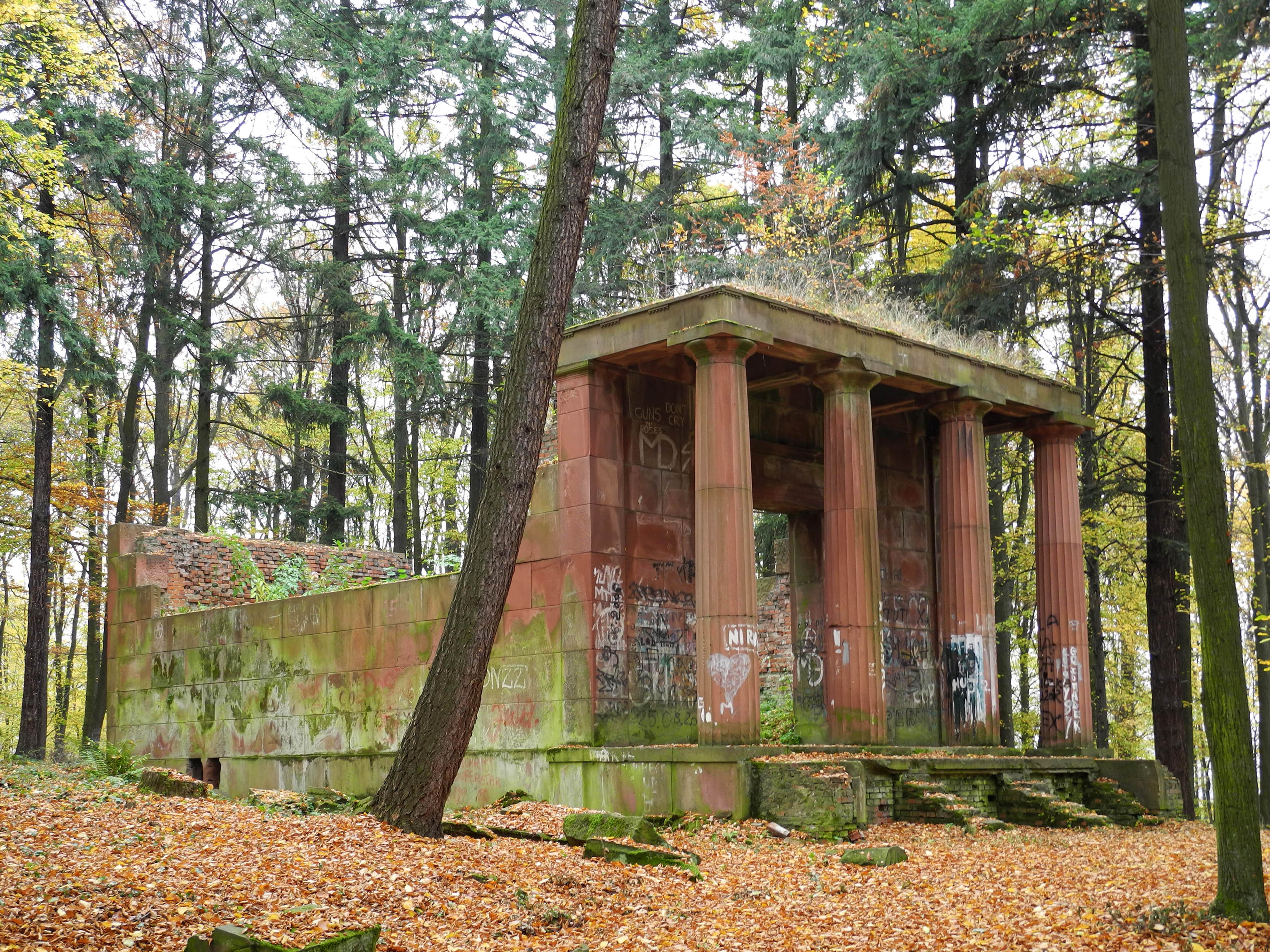
Ruine des Mausoleums im Park

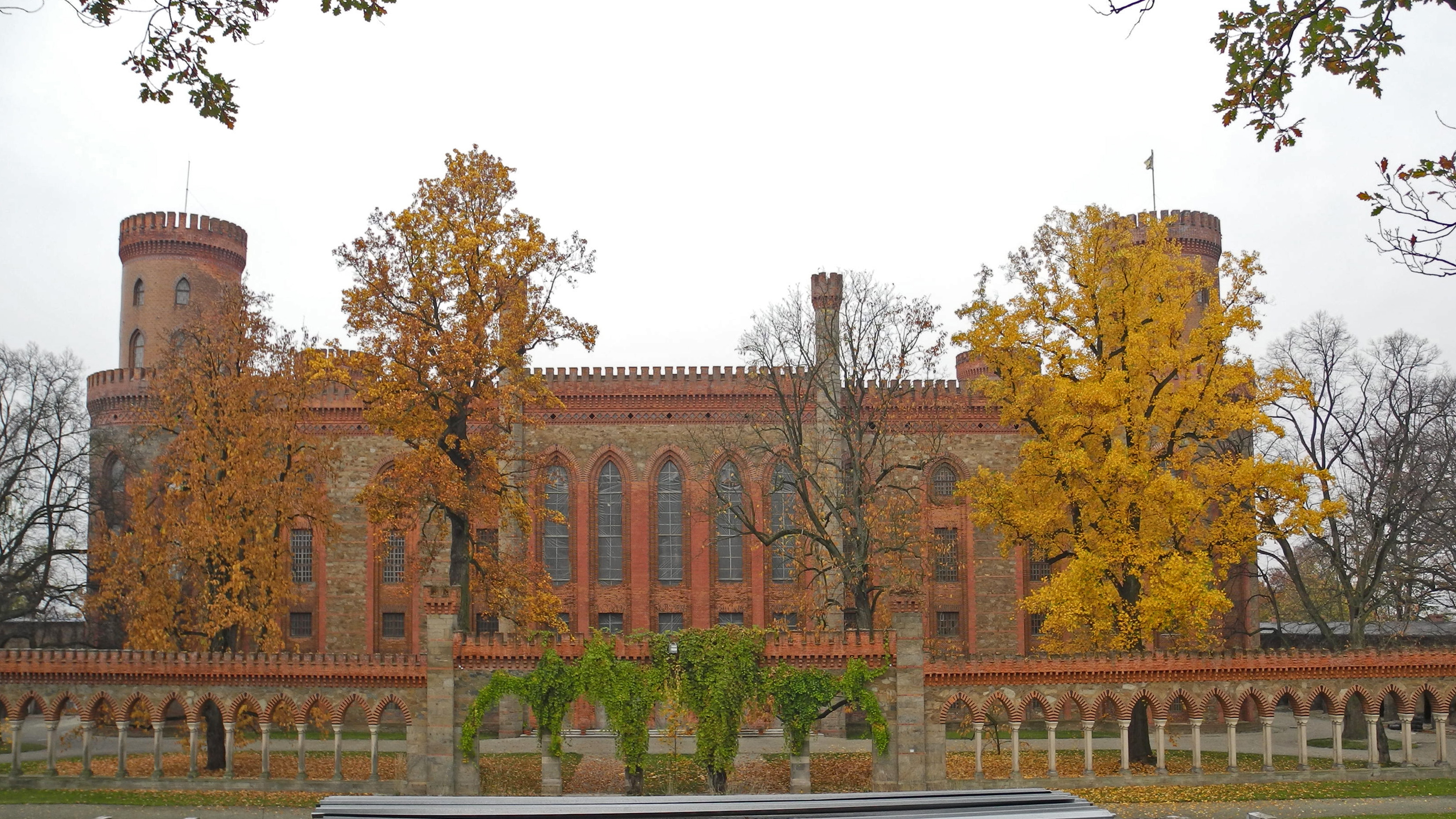
Hauptfassade des Schlosses

1945 erreichte die Rote Armee nach dem Rückzug der deutschen Wehrmacht das Schloss. Im Januar 1946 wurde der bis dahin unversehrte Bau von sowjetischen Soldaten in Brand gesteckt. Zudem raubten jene organisiert die Wertgegenstände und transportierten diese in die Sowjetunion. Es folgten Jahre des Verfalls.
1985 begannen durch die private Initiative von Włodzimierz Sobiech, Dozent an der Technischen Hochschule in Posen, Restaurierung und Wiederaufbau des Schlosses Kamenz. In dieser Zeit wurde es für Besucher zugänglich gemacht; zeitweilig bestanden auch einige Gästezimmer. Nach Sobiechs Tod im August 2010 wurden die kostspieligen Erhaltungsbemühungen zunächst aufgegeben. Die Gebäude und das Innere der Anlage waren danach für Besucher nicht mehr zugänglich.
Nach Rechtsstreitigkeiten mit Sobiechs Erben gelangte das Schloss wieder in den Besitz der Gemeinde, die 2013 die Instandsetzungsarbeiten wieder aufnahm. Mittlerweile werden halbstündlich Führungen angeboten.

## Künstlerische Einordnung
Bis heute steht Karl Friedrich Schinkels ungewöhnlicher Entwurf für das Schloss Kamenz im Schatten der wissenschaftlichen Untersuchung und Würdigung. Dabei besitzt der Bau in seinem Spätwerk, wie auch die anderen nicht ausgeführten Projekte, eine visionäre Kraft, vergleichbar mit seinen Plänen für das Schloss Orianda auf der Halbinsel Krim 1838 und für ein Königsschloss auf der Athener Akropolis 1834.